# Langerfeld

Altes Wappen Langerfelds mit dem dreireihigen märkischem Schachbalken der Grafen von der Mark.

Langerfeld war bis 1922 eine eigenständige Landgemeinde im Kreis Schwelm und ist heute ein Stadtteil im Osten von Wuppertal, der zum Stadtbezirk Langerfeld-Beyenburg gehört. Langerfeld grenzt an die Nachbarstadt Schwelm, im Westen an den Stadtbezirk Wuppertal-Barmen, südlich an Beyenburg und im Norden an den Stadtteil Nächstebreck.

## Wappen
Die Gemeinde Langerfeld betrieb um die Jahrhundertwende des 19. zum 20. Jahrhundert die Erhebung zur Stadt Langerfeld, dazu wurde vermutlich schon vor 1902 ein Wappen entworfen, das man am 25. März 1902 von der Gemeindevertretung beschloss. Die Stadterhebung wurde jedoch 1912 abgelehnt und vermutlich über den Ersten Weltkrieg hinweg nicht mehr betrieben, und auch das Wappen wurde nicht durch die preußischen Behörden genehmigt, verblieb also inoffiziell. Am 5. August 1922 ist Langerfeld in die Stadt Barmen, heute Wuppertal, eingemeindet worden.
Der Wappenschild ist geviert, das obere rechte Feld ist schwarz belegt, das linke zeigt ein schwarzes Rad auf weißem Grund als Zeichen für die lokale Industrie (Schwungrad/Mühlrad) und ist gleichzeitig das Wappenzeichen der Herren von Dobbe zu Lier – auch Dobben zu Lier genannt – der früheren Besitzer von Haus Rauental. Die beiden rangniederen unteren Felder zeigen rechts auf weißem Grund ein Garnbündel als weiteren Hinweis auf die lokalen Gewerbe und links ein grünes Feld. Über den Schild ist der rechtsschräge märkische Schachbalken gelegt. Der Schachbalken ist das Wappenzeichen der Grafen von der Mark.

## Geschichte

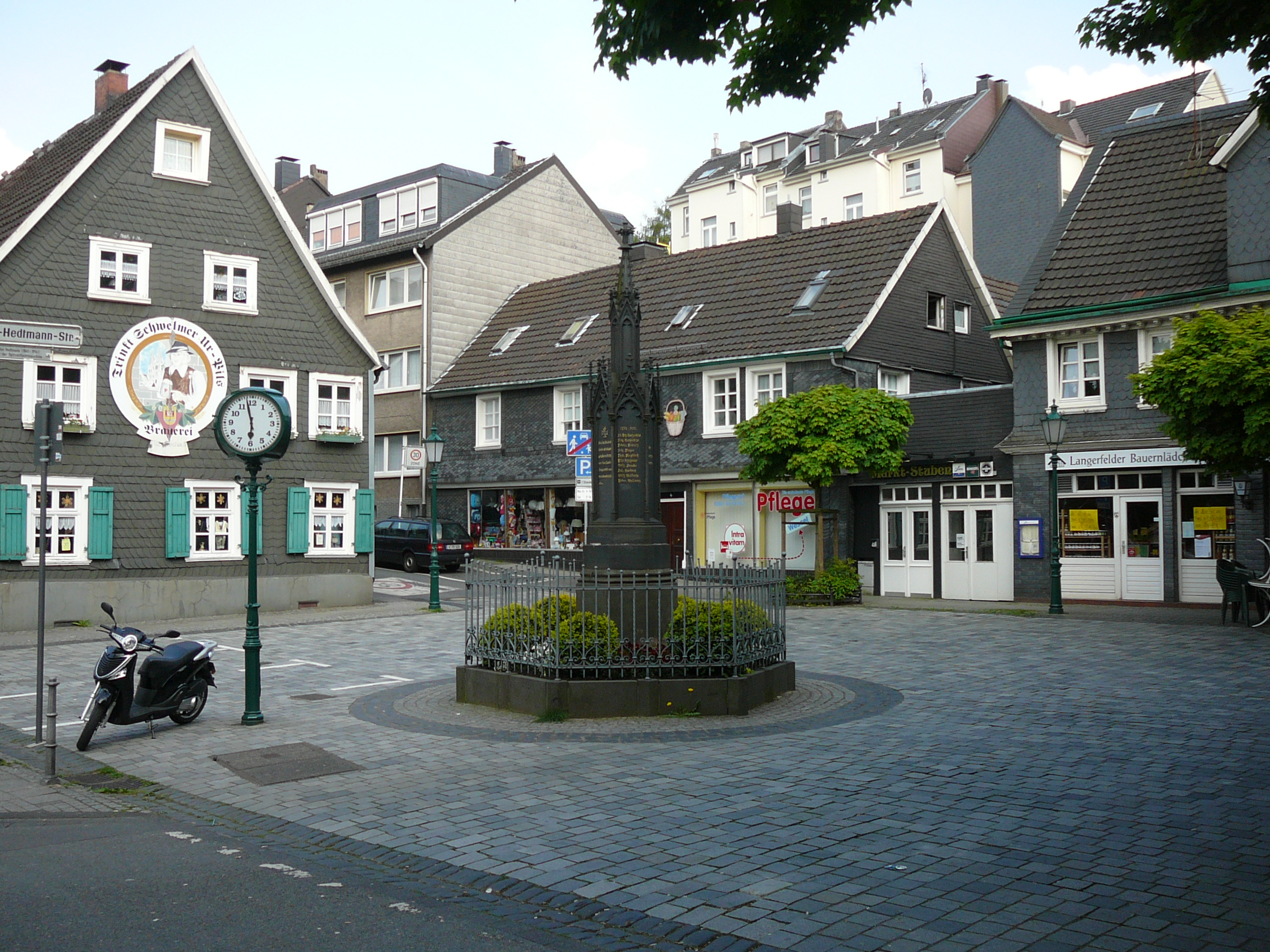
Der Langerfelder Markt mit dem Kriegerdenkmal

Der Name Langerfeld bedeutet Feld des Landger oder Langer (Familienname), auch Landgers oder Langers Feld. Mit Feld wurde einst ein größeres baumfreies Wiesengelände bezeichnet.
Historisch gesehen gehört Langerfeld zu Westfalen. Nach der ersten schriftlichen Erwähnung 1304 in einer Urkunde des Abtes in Siegburg gehörte Langerfeld ab dem 16. Jahrhundert zum westfälischen Kirchspiel Schwelm, wo sich die lutherische Reformation durchsetzte. In dieser Zeit kam das Bleichgewerbe auf, das fortan die weitere Entwicklung des Dorfes bestimmte. Nach 1740 beherrschten Bandwebereien und Bandwirkereien das Ortsbild.
Der Galmeiabbau in Langerfeld ist seit Mitte des 18. Jahrhunderts bekannt. 1835 bemühte sich Friedrich Harkort um eine Mutung für die Zeche Karl, die 1856 erfolgte. Die Zeche förderte bis zu ihrer Stilllegung 1896 hauptsächlich Brauneisenstein.
Während der Zeit der französischen Herrschaft im Großherzogtum Berg zu Beginn des 19. Jahrhunderts wurde die Bauerschaft Langerfeld zusammen mit der Bauerschaft Nächstebreck zu der Maire Langerfeld zusammengefasst und diese dem Kanton Schwelm im Arrondissement Hagen des Départements Ruhr zugewiesen. Nach Übergang des Großherzogtums in das preußische Generalgouvernement Berg war Langerfeld Titularort der Bürgermeisterei Langerfeld innerhalb des Landkreises Hagen, die 1843 in das preußische Amt Langerfeld überführt wurde und 1887 dem Kreis Schwelm zugewiesen wurde. Am 5. August 1922 verlor Langerfeld seine kommunale Selbständigkeit, wurde aus dem Kreis Schwelm ausgegliedert und in die rheinische Großstadt Barmen eingemeindet. Diese wiederum vereinigte sich 1929 mit Cronenberg, Elberfeld, Ronsdorf und Vohwinkel zur Großstadt Wuppertal, die zunächst den Namen Barmen-Elberfeld trug.
Zu den Ortschaften der Landgemeinde Langerfeld zählten neben dem Dorf Langerfeld die Wohnplätze Beckacker, Beyeröhde, Bramdelle, Busch, Buschenburg, Dahl, Vorderer Ehrenberg, Hinterer Ehrenberg, Ecksteinloh, Grünebaum, Hebbecke, Hilgershöhe, Hippenrode, Höfen, Hölkesöhde, Jesinghausen, Kattendieck, Kemna, Kirchloh, Köttershöhe, Kucksiepen, Kuckuck, Neuenhof, Öhde, Laaken, Laibusch, Löhrerlen, Oeckesberg, Piewitt, Wilde Öhde, Pülsöhde, Rauendahl, Röckebecke, Röttgen, Schee, Schmitteborn, Siepen, Steinhauserberg, Tente, Trompete, Werbesloh und Wulfeshohl.
Von 1926 bis 1945 gab es den Flugplatz Langerfeld des Flugpioniers Gottlob Espenlaub.
Im Jahre 2004 wurde in zahlreichen Veranstaltungen das 700-jährige Bestehen Langerfelds gefeiert.

### Einwohnerentwicklung
- 1871: 05.379
- 1880: 05.431
- 1900: 11.478
- 1910: 14.832
- 1922: 16.100

## Infrastruktur

### Kultur und Sehenswürdigkeiten

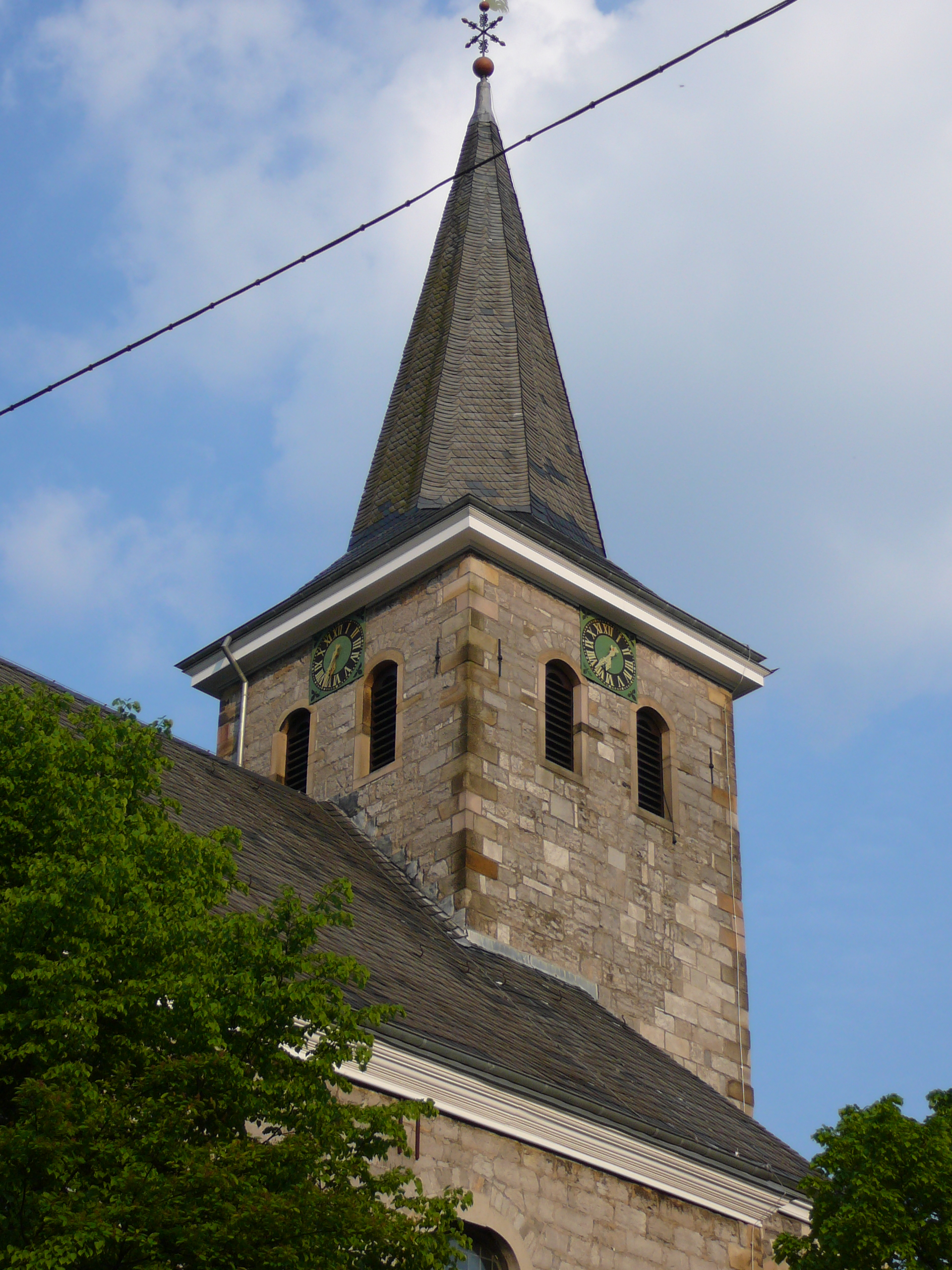
Alte Kirche Langerfeld

Das multifunktionale Kulturzentrum Bandfabrik liegt am Wuppertaler Stadtrand zwischen Langerfeld und Schwelm in der früheren Bandfabrik Kettler, eine von vielen ehemaligen Bandwirkereien in Wuppertal.
Zu den weiteren kulturellen Einrichtungen zählen das Jugendzentrum JULA (früher Outback), ein Kindermuseum und eine Stadtteilbibliothek.

### Sport und Freizeit
Langerfeld ist bekannt für seine sportlichen Aktivitäten, besonders für den Handballsport. Die beiden bekanntesten und erfolgreichsten Vereine sind der TV Beyeröhde und der LTV Wuppertal. Seit 2011 hat zudem der Billard Sportverein Wuppertal 1929, mehrfacher deutscher Snooker-Meister, sein Vereinsheim an der Clausewitzstraße in Langerfeld.
Als Freizeiteinrichtungen gibt es fünf Sport- und Turnhallen, ein Hallenschwimmbad (Gartenhallenbad), drei Sportplätze, eine Kletterhalle, drei Jugendzentren, ein Spielplatzhaus und mehrere Kinderspielplätze.
Auf dem Hedtberg und dem Ehrenberg befindet sich im Süden Langerfelds ein großes Grün-, Naherholungs- und Wandergebiet mit einem Wildgehege.

### Verkehr

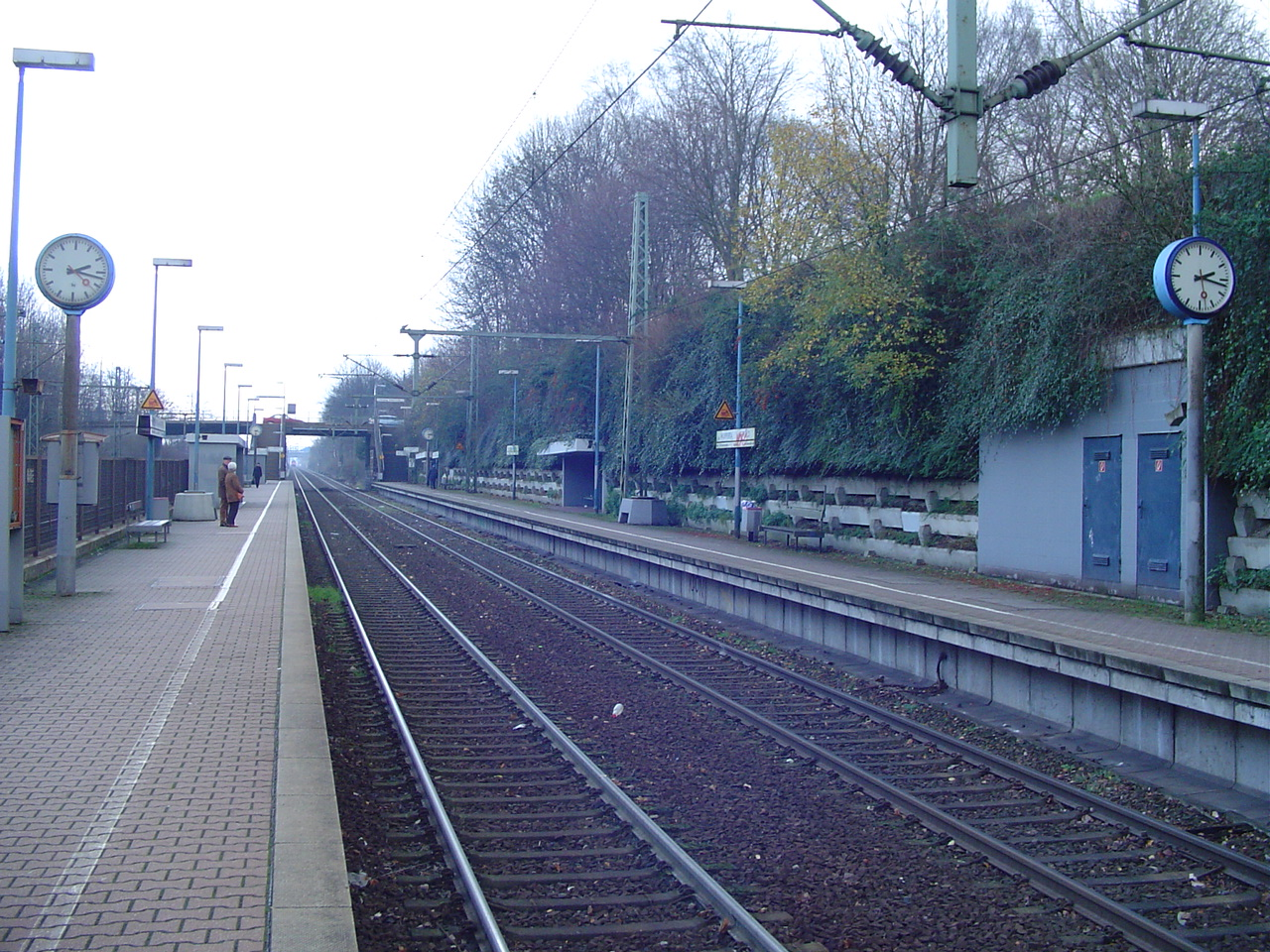
S-Bahn-Station Langerfeld

Mittelpunkt Langerfelds ist der Marktplatz (Langerfelder Markt). Hier laufen die Straßen aus allen Himmelsrichtungen zusammen.
Langerfeld liegt direkt an der A 1 Bremen–Köln und ist über die Anschlussstelle „Wuppertal-Langerfeld“ erreichbar. Außerdem verläuft durch Langerfeld die Bundesstraße 7.
Durch Langerfeld führt die Bergisch-Märkische Eisenbahnlinie Köln–Hagen. Ferner gibt es als Nahverkehrsmittel die jeweils im Stundentakt verkehrenden S-Bahn-Linien S 8 Mönchengladbach–Düsseldorf–Wuppertal–Hagen und S 9 Bottrop–Essen–Wuppertal–Hagen mit einem Haltepunkt zwischen der Straßenbrücke Kohlenstraße und der Eisenbahnbrücke des Überwerfungsbauwerks zur Anbindung des Güterbahnhofes an die Hauptstrecke. An der Ostseite der Eisenbahnbrücke befindet sich ein schmaler Steg für Fußgänger, wodurch der Haltepunkt auch von Westen her über den Eingang Spitzenstraße erreicht werden kann.
| Linie | Verlauf | Takt   |
| ----- | --- | ------ |
| S 8   | Hagen Hbf – HA-Wehringhausen – HA-Heubing – HA-Westerbauer – Gevelsberg-Knapp – Gevelsberg Hbf – Gevelsberg-Kipp – Gevelsberg West – Schwelm – Schwelm West – W-Langerfeld – W-Oberbarmen – W-Barmen – W-Unterbarmen – Wuppertal Hbf – W-Steinbeck – W-Zoologischer Garten – W-Sonnborn – W-Vohwinkel – Haan-Gruiten – Hochdahl-Millrath – Hochdahl – Erkrath – D-Gerresheim – D-Flingern – Düsseldorf Hbf – D-Friedrichstadt – D-Bilk – D-Völklinger Straße – D-Hamm – NE Rheinpark-Center – NE Am Kaiser – Neuss Hbf – Büttgen – Kleinenbroich – Korschenbroich – MG-Lürrip – Mönchengladbach Hbf Stand: Fahrplanwechsel Dezember 2023                                | 60 min |
| S 9   | Recklinghausen Hbf – Herten (Westf) – Gladbeck West – Bottrop-Boy – Bottrop Hbf – E-Dellwig Ost – E-Gerschede – E-Borbeck – E-Borbeck Süd – Essen West – Essen Hbf – E-Steele – E-Überruhr – E-Holthausen – E-Kupferdreh – Velbert-Nierenhof – Velbert-Langenberg – Velbert-Neviges – Velbert-Rosenhügel – Wülfrath-Aprath – W-Vohwinkel – W-Sonnborn – W-Zoologischer Garten – W-Steinbeck – Wuppertal Hbf – W-Unterbarmen – W-Barmen – W-Oberbarmen – W-Langerfeld – Schwelm West – Schwelm – Gevelsberg West – Gevelsberg-Kipp – Gevelsberg Hbf – Gevelsberg-Knapp – HA-Westerbauer – HA-Heubing – HA-Wehringhausen – Hagen Hbf Stand: Fahrplanwechsel Dezember 2023 | 60 min |

Außerdem gibt es einen großen Container-Umschlagbahnhof.
Sieben Buslinien (602, 604, 606, 608, 616, 618 und 626) verkehren in Langerfeld.
Die durch Langerfeld führende Straßenbahnlinie der Wuppertaler Stadtwerke wurde 1985 stillgelegt.

### Wirtschaft
In Langerfeld sind verschiedene Industrie-, Gewerbe-, Groß- und Einzelhandelsunternehmen sowie diverse Speditionen angesiedelt. Amazon plant an der Dieselstraße gegenüber dem ehemaligen Metro-Areal ein Verteilzentrum zu bauen.

### Öffentliche Einrichtungen
Ein Stadtbüro, zwei Banken, verschiedene Arztpraxen, fünf Grundschulen, eine Gesamtschulen, eine Hauptschule, zwei Kindertagesstätten sowie einige Kindergärten sind in Langerfeld vorhanden.

## Persönlichkeiten
- Paul Dahm (1904–1974), Politiker (NSDAP), Mitglied des Reichstages und SS-Standartenführer
- Heinrich Schmeißing (1905–1979), Politiker (CDU), Oberbürgermeister der Stadt Wuppertal von 1951 bis 1956, Ehrenringträger der Stadt Wuppertal
- Gottlob Espenlaub (1900–1972), Pilot und Flugzeugbauer, Erfinder
- Friedrich Platte (1917–2009), Politiker (SPD), Oberstadtdirektor der Stadt Wuppertal von 1980 bis 1982, Ehrenringträger der Stadt Wuppertal
- Heinz Rosendahl (1920–2006), Leichtathlet, Diskuswerfer
- Björn Kluft (* 1990), Fußballspieler